# Nesophlox
Genre
Nesophlox est un genre d'oiseaux de la famille des Trochilidae.

## Liste des espèces
Selon la classification de référence du Congrès ornithologique international (11 avril 2024) (ordre phylogénique) :
- Nesophlox evelynae (Bourcier, 1847) – Colibri des Bahamas
- Nesophlox lyrura (Gould, 1869) – Colibri d'Inagua

## Classification
Le nom valide complet (avec auteur) de ce taxon est Nesophlox Ridgway, 1910,. L'espèce type de ce genre est Nesophlox evelynae (Bourcier, 1847), initialement nommée sous le taxon Trochilus evelynae.

## Étymologie
Le nom générique, Nesophlox, dérive du grec ancien νῆσος, nêsos, « île », et φλόξ, phlóx, « flamme ».

## Publication originale
- (en) Robert Ridgway, « Diagnoses of new forms of Micropodidae and Trochilidae », Proceedings of the Biological Society of Washington, Washington, Biological Society of Washington (d), vol. 23,‎ 19 avril 1910, p. 53-55 (ISSN 0006-324X et 1943-6327, OCLC 1536434, lire en ligne).